# Nissan Cherry
Nissan Cherry (яп. チェリー) — серия малолитражных автомобилей, которые сформировали первую модельную линейку автомобилей B-класса с передним приводом японской автомобилестроительной компании Nissan.
Cherry отличалась переднеприводной компоновкой с передним расположением двигателя. В линейку Cherry входят модели E10 и F10. Прямым преемником Nissan во всем мире стал Nissan Pulsar.
В Японии Cherry был эксклюзивным для автосалонов Nissan Cherry.
На рынке Великобритании Cherry дебютировал незадолго до начала резкого роста продаж компании, когда в 1971 году было продано чуть более 6000 автомобилей Nissan, а в следующем году — более 30 000. Хотя его преемник был выпущен в 1974 году, популярность оригинальной модели на рынке Великобритании была настолько велика, что она продавалась там до 1976 года.

## Предыстория
Первоначально, до объединения с Nissan Motors, план развития Prince Motor Company заключался в массовом производстве автомобиля с передним расположением двигателя и передним приводом. После слияния Prince и Nissan в 1966 году Cherry был выпущен в 1970 году как первый переднеприводный автомобиль Nissan. На азиатских рынках также была модель без капотного грузовика Cherry Cab (C20), которая была тесно связана с Nissan Sunny — она также продавалась как Sunny Cab.